# يوسف المطيع
يوسف المطيع (مواليد 16 ديسمبر 1994) هو لاعب كرة قدم مغربي يشغل مركز حراسة المرمى لصالح نادي الوداد الرياضي.

## مسيرته الكروية
بدأ يوسف كرة القدم في حي بلفدير بالدارالبيضاء، تم بدأت مسيرته مع نادي الاتحاد البيضاوي أحد أندية دوري الهواة في صيف 2018، حيث قادهم إلى الصعود للدوري المغربي الدرجة الثانية، بعدها ساهم بشكل كبير بتتويج الفريق بكأس العرش موسم 2019 ضد حسنية أكادير 2-1، كأول لقب فتاريخ النادي والتأهل لأول مرة لبطولة إفريقية.
في 23 أغسطس 2019، اتخذ المطيع قرارا باعتزال كرة القدم بسبب أوضاعه المادية والمعنوية وهو يبلغ من العمر 24 فقط.
صاحب الـ 24 عاما آنذاك انقطع عن تدريبات فريقه، وكان المطيع في خلاف مع رئيس نادي الاتحاد البيضاوي عبد الرزاق المنفلوطي، لعدم استلامه لمستحقاته المالية. حتى سنحت له فرصة ذهبية بالعودة لكرة القدم والانتقال لصفوف شباب المحمدية في نوفمبر 2020، تألق المطيع مع النادي المحمدي منحه الخطوة الأكبر في مسيرته بالانتقال بداية موسم 2023 إلى نادي الوداد الرياضي بطل المغرب.
قاد المطيع الوداد إلى ربع نهائي كأس العرش عقب الفوز على اتحاد طنجة 3-1 بركلات الترجيح، تمكن من التصدي لـ (3 ركلات ترجيح) لينصبه جمهور الوداد بطلا للمباراة الصعبة التي احتضنها ملعب ابن بطوطة بطنجة. ليصبح بذلك أول حارس في تاريخ الوداد يصد تلاث ركلات ترجيحة بمباراة واحدة.
في 28 أبريل 2023، قاد المطيع الوداد إلى نصف نهائي دوري أبطال أفريقيا
عقب الفوز على نادي سيمبا التانزاني بركلات الترجيح 4-3، تمكن من التصدي لـ(ركلتين)، ناصبا نفسه أفضل حارس في دور الربع نهائي من البطولة، وفي نصف نهائي تمكن الوداد من تجاوز أقوى نادي فالبطولة والمرشح الأول ماميلودي صن داونز، والتأهل إلى نهائي البطولة بفضل تصديات المطيع الحاسمة لتنتهي المباراة 2-2، ناصبا نفسه أفضل حارس في دور النصف نهائي. ليخسر اللقب في النهائي ضد النادي المصري الأهلي بمجموع المبارتين 3-2.
في 1 نوفمبر 2023، قاد المطيع الوداد إلى نهائي النسخة الأولى من بطولة الدوري الإفريقي، عقب الفوز في نصف نهائي على نادي الترجي التونسي بركلات الترجيح بعد نهاية المبارتين بمجموع 1-1، تمكن من التصدي لـ(ركلة جزاء). وتمكن في البطولة من الحفاظ على نظافة شباكه في ثلاث مباريات من أصل أربعة لعبها.
في 1 نوفمبر 2023، ترشح يوسف المطيع للتتويج بجائزتي أفضل حارس في إفريقيا وجائزة أفضل لاعب داخل إفريقيا.

## الإنجازات
الاتحاد البيضاوي
- كأس العرش :
  -  البطل : 2019

 الوداد الرياضي
- دوري أبطال إفريقيا :
  -  الوصيف : 2023
- كأس السوبر الإفريقي :
  -  الوصيف : 2022

## روابط خارجية
- يوسف مطيع على موقع قاعدة بيانات كرة القدم.إي يو (الإنجليزية)
- يوسف مطيع على موقع Soccerway.com (الإنجليزية)